# Вагнер, Отто
О́тто Колома́н Ва́гнер (нем. Otto Koloman Wagner; 13 июля 1841[…], Пенцинг — 11 апреля 1918[…], Вена) — австрийский архитектор, основатель новой венской школы архитектуры периода модерна. Декоратор интерьера, проектировщик мебели, градостроитель и теоретик архитектуры. Один из лидеров Венского сецессиона, основанного в 1897 году.

## Биография
Отто Вагнер родился в семье преуспевающего нотариуса канцелярии венгерского королевского двора, в Пенцинге (пригород, позднее район Вены, примыкающий к императорской резиденции Шёнбрунн), Рудольфа Симеона Вагнера. Отец умер от болезни лёгких, когда Отто было пять лет. Несмотря на нужду, мать, Сюзанна фон Хелферсторфер, урождённая Хюбер, сумела дать сыну достойное образование. С 1850 года Отто два года учился в Венской академической гимназии (Wiener Akademische Gymnasium), затем в Приюте бенедиктинцев (Stiftsgymnasium Kremsmünster) в Верхней Австрии и с 1857 по 1862 год в Венском политехническом институте (Polytechnisches Institut Wien), где изучал математику, физику, начертательную геометрию, технологию и рисунок.
По окончании учёбы в 1860 году Отто Вагнер отправился в Берлин и учился в 1860—1861 годах в Королевской строительной академии (Königlichen Bauakademie) у Карла Фердинанда Буссе, ученика Карла Фридриха Шинкеля, лидера немецкой школы неоклассической и неоготической архитектуры. В 1861—1862 годах — в Венской академии изобразительных искусств (Akademie der bildenden Künste). В 1862 году 21-летний Вагнер присоединился к архитектурной мастерской Людвига фон Фёрстера в Вене.
Начало архитектурной карьеры Отто Вагнера пришлось на период апогея строительной истории Вены. В 1858 году начался снос городских стен вокруг старого города, в 1865 году была открыта Венская улица Рингштрассе, на которой располагались многочисленные представительные здания. Складывался новый образ имперской столицы. Мастерская Фёрстера активно участвовала проектировании венской Рингштрассе. В дальнейшем возникло определение: «Стиль Рингштрассе» — ироничное название помпезного, претенциозного и эклектичного стиля престижных особняков и дорогих отелей, располагавшихся на главной улице Вены.
В 1864 году Фёрстер доверил Вагнеру первую самостоятельную работу — руководство постройкой главного павильона, курсалона Хюбнера, в венском городском парке. В последующие два десятилетия Вагнер успешно осуществлял многие собственные и иные проекты в стиле «классицизирующей эклектики» (определение О. Вагнера). В 1890 году вышел первый печатный сборник его проектов.
Отто Вагнер был эпикурейцем и вёл насыщенную личную жизнь. Он сожительствовал с дочерью пивовара Софии Паупи (1840—1912) и имел от неё двух сыновей: Отто (1864—1945) и Роберта (1865—1954), которых усыновил в 1882 году. Ранее, в 1867 году по настоянию матери он женился на Жозефине Домарт. С ней у него было две дочери: Сюзанна (1868—1937) и Маргарет (1869—1880). Вскоре после смерти матери в 1880 году Отто развёлся с Жозефиной. В 1884 году Вагнер женился на Луизе Штиффель. Супруги переехали в Будапешт и присоединились к унитарной церкви. В 1889 году, после смерти первой жены, Вагнер снова стал католиком. Со второй женой Луизой у него было трое детей: Штефан, Луиза и Кристина. Вторая жена была на восемнадцать лет младше его, но умерла рано, в 1915 году.
Во время Первой мировой войны Вагнер, привыкший жить на широкую ногу, отказывался покупать еду на чёрном рынке в дополнение к скудным продовольственным пайкам. Он заболел и умер 11 апреля 1918 года в возрасте 76 лет, не дождавшись окончания войны, в своей квартире в Вене, 7, Дёблергассе 4. Дом, в котором он скончался, был достроен в 1912 году по его проекту. Вагнер похоронен на Хитцингском кладбище в Вене, в почётной могиле (группа 13, номер 131). Он сам проектировал семейный склеп в 1881 году. В 1918 году, за два месяца до Вагнера, на этом кладбище был похоронен его современник, художник Густав Климт, который был на двадцать один год младше него.

## Архитектурная практика. Теория. Школа Вагнера
В 1867 году Отто Вагнер возглавил вновь созданное Училище художественных ремёсел (Kunstgewerbeschule). В 1894—1914 годах он преподавал в венской Академии изобразительных искусств, где, развивая идеи рационализма, воспитал целое поколение художников австрийского и чешского модерна, среди них Леопольд Бауэр Ян Котера, Йозеф Хоффман, Йоже Плечник, Макс Фабиани, Павел Янак.
Книга Вагнера «Современная архитектура» (Moderne Architektur, 1895) стала «библией нового движения». В ней Вагнер заявил, что основания архитектуры следует искать не в истории искусства, а в современной жизни, что новые материалы и технологии должны привести к появлению новых форм, отражающих потребности жизни людей. Архитектура должна стать «подлинным представителем нас самих и нашего времени». Далее он писал, что не рассчитывает на помощь государства, поскольку такое влияние «всегда было гибельным». Консерватизм венцев не заставил себя долго ждать. В 1897 году появился памфлет, в котором говорилось, что «Вагнер из вполне зрелого архитектора превратился в экспериментатора в области искусства, он знаменосец моды, жадной до сенсаций».
В отличие от ведущих архитекторов модерна, которые в то время только начинали профессиональную деятельность (Виктор Орта, Чарлз Ренни Макинтош, Вагнер застал рождение модерна уже будучи известным, коммерчески успешным архитектором. Его ученики основали объединение сторонников «нового стиля», Венский сецессион в 1897 году, тогда как сам Вагнер в этот период строил относительно немного. Сам он присоединился к движению Сецессиона только в 1899 году. Встречался с Ч. Р. Макинтошем и А. Ван де Велде. Необычное и ныне узнаваемое по ажурному золочёному куполу выставочное здание Сецессиона в центре Вены построено в 1898—1899 годах по проекту Йозефа Ольбриха. Ольбрих официально не был учеником О. Вагнера, но работал в его архитектурном бюро в Вене.
В 1894—1901 годах Отто Вагнер работал над системой надземной городской железной дороги: Венского штадтбана (Stadtbahn), соединившей центр Вены с окрестностями. Он не только спроектировал тридцать шесть станций этой дороги, но был главным инженером всего проекта, разрабатывал техническую документацию виадуков, тоннелей и платформ, а также осветительных устройств, ограждений, надписей. Многие из станционных павильонов демонстрируют переходный стиль, другие впечатляют новаторской композицией. Ясное конструктивное начало этих сооружений сочетается с традиционным флоральным (растительным) или так называемым «вагнерианским декором» — сочетанием окружностей или овалов с прямыми вертикальными штрихами. В общей композиции этих сооружений мы видим необычный стиль, созданный именно Вагнером: соединение классики и модерна.
Одновременно мастерская Вагнера работала над крупными градостроительными и инфраструктурными проектами. Проект реконструкции южных районов Вены (от Хофбурга и Рингштрассе до реки Вена на юге и до Шёнбрунна на западе) 1892—1893 годов не был реализован. Но в рамках этого проекта был спланирован рынок Нашмаркт на месте реки Вена, убранной под землю, и в 1899 году построены два дома «в стиле сецессионизма» по улице Линке Винцайле (Linke Wienzeile): угловой «Дом с глашатаями» (№ 38) и «Майоликовый дом» (№ 40), с флоральными мотивами орнаментики и облицовкой цветными майоликовыми плитками.
В 1900—1908 Вагнер последовательно создал четыре конкурсных проекта музея города Вены; конкурсы ознаменовались скандалами и непримиримым столкновением разных творческих школ. В итоге здание так и не было построено при жизни архитектора; современный музей Вены на Карлсплац — скромная постройка в духе 1960-х годов.
Вагнер смело использовал железо, как в конструктивных элементах, так и в декоре, покрывая его позолотой. В двух симметрично расположенных павильонах станции «подземки» Карлсплатц, близ собора Св. Карла Борромея (Wiener Karlskirche), он применил мраморные плиты облицовки, закрепив их металлическими уголками, которые видны на поверхности стены, и дополнил композицию золочёным «вагнерианским» металлодекором (1894—1897). Считается, что в использовании железных несущих конструкций Вагнер проявил себя преемником французских инженеров. Недаром его противники называли Вагнера приверженцем «грубого галльского материализма», что конечно же несправедливо. Лишь в поздних произведениях О. Вагнера заметен пуризм, ясность и простота, предвещающие новый архитектурный стиль конструктивизма. Так, в здании Австрийского почтового сберегательного банка в Вене отсутствуют привычные ордерные детали, плоскость фасада облицована мраморными плитами, они укреплены алюминиевыми болтами, шляпки которых не только не замаскированы, но образуют на поверхности своеобразный узор. Интерьер здания «отличается поразительной чистотой композиции».
В 1900—1910-х годах последователи О. Вагнера стали смело использовать простые геометрические формы: прямые линии и углы, мотив шахматной сетки. «Стиль практической полезности» (Nutzstil), разработанный Вагнером и его учениками, сочетал геометрию с минимумом декора. Этот стиль отличался от извилистых линий «удара бича», который использовали бельгийцы и французы в стиле ар нуво.
С 1899 года Йозеф Ольбрих — главный представитель «школы Вагнера» — работал для Дармштадтской колонии художников, проектировал здания, мебель, оборудование интерьеров в Дармштадте (юго-западная Германия). В 1906 году Ольбрих создал модель корпуса нового автомобиля фирмы «Opel» в стиле плавно изогнутых линий и ясных, чистых поверхностей, что оказало существенное влияние на формирование европейского дизайна.
В 1903 году в Вене Йозефом Хоффманом и Коломаном Мозером при финансовой поддержке Ф. Верндорфера были организованы «Венские мастерские» — объединение архитекторов, художников, ремесленников и коммерсантов. Вначале их считали ответвлением Сецессиона. В 1905 году на ул. Нойштифтгассе были оборудованы ателье и торговые залы. Сформулированная Хоффманом и Мозером программа провозглашала тождественность понятий искусства и ремесла. Основная цель объединения — поощрение и координация сотрудничества промышленников, художников и торговцев для успешного производства и сбыта изделий декоративного и прикладного искусства.
Стиль прямых линий, квадратов, окружностей и шахматной клетки характерен для творчества Йозефа Хоффмана, лучшего ученика Отто Вагнера. Построенный Хоффманом Пуркерсдорфский санаторий в окрестностях Вены (1904—1906) продемонстрировал манию геометризма: квадраты и прямоугольники, шахматная клетка, которая стала «фирменным знаком» Хоффмана. Всё это повторялось в интерьерах и мебели, специально разработанной для здания художниками Венских мастерских. За пристрастие к геометрическим формам Йозефа Хоффмана называли «подлинным вагнерианцем», а за характерные прямоугольные формы — «дощатым» и «квадратным Хоффманом» (Quadratl Hoffmann).
В 1910 году Хоффман стал содиректором фирмы Лобмейр, производящей изделия из стекла. Хоффман проектировал в своём геометрическом стиле новые образцы мебели, светильников, посуды. В 1908 году в Вене состоялся ежегодный конгресс Германского Веркбунда. В 1912 году Йозеф Хоффман организовал Австрийский Веркбунд (Österreichischer Werkbund) с отделением в Швейцарии. В 1914 году Германский и Австрийский Веркбунд провели большую совместную выставку в Кёльне. Выставки нового немецкого искусства проводили в 1912 году в США, Бельгии, Франции. Оно было признано самым передовым для своего времени.
С 1920 года Хоффман был главным архитектором Вены. Его самое знаменитое произведение — Дворец Стокле (по фамилии заказчика и владельца) в Брюсселе (1905—1911) — причислено к памятникам Всемирного наследия. Эта постройка настолько характерна для «нового венского стиля», что получила название «музея Сецессионизма». Используя многообразие сочетаний плоскостей, облицованных мрамором, квадратов и прямых линий, выступов и ритмических «сдвигов», архитектор создал выразительный образ в стиле геометрического течения модерна. В оформлении интерьеров принимали участие Густав Климт и художники «Венских мастерских»: Коломан Мозер, Михель Повольни, Франц Метцнер, Рихард Лукш, Елена Маковская..
Выдающееся сооружение Вагнера — церковь Св. Леопольда (1903—1907) в Штайнхофе (пригород Вены). Макет церкви был представлен в 1903 году во время 23-й выставки в Доме Сецессиона. Строительство началось в июне 1905 года. Отто Вагнеру помогали Отто Шенталь и Марсель Каммерер, Коломан Мозер (витражи и мозаики), Отмар Шимковиц (статуи четырёх ангелов над главным входом), Рихард Лукш (две скульптуры святых покровителей Австрии — Святого Леопольда и Святого Северина).
В 1886—1888 годах Отто Вагнер построил собственную виллу близ места своего рождения, в Пенцинге, пригороде Вены на Хёттельберг-штрассе, 26 (Villa Wagner I). Левую беседку переоборудовали в студию в 1900 году. В 1911 году Вагнер продал виллу и построил новую. В 1972 году здание приобрёл экстравагантный художник Эрнст Фукс. С 2018 года здание используется как музей Эрнста Фукса (статуя Эсфири перед фасадом, маскароны, скульптуры в саду установлены Э. Фуксом). Вторая вилла Вагнера построена рядом, на Хёттельберг-штрассе, 28 (Villa Wagner II) в 1912—1913 годах в строгом геометрическом стиле на фундаменте из стали и бетона. Белые стены украшены полихромными мозаиками работы Мозера и лаконичным геометрическим орнаментом из синего кафеля.

## Галерея

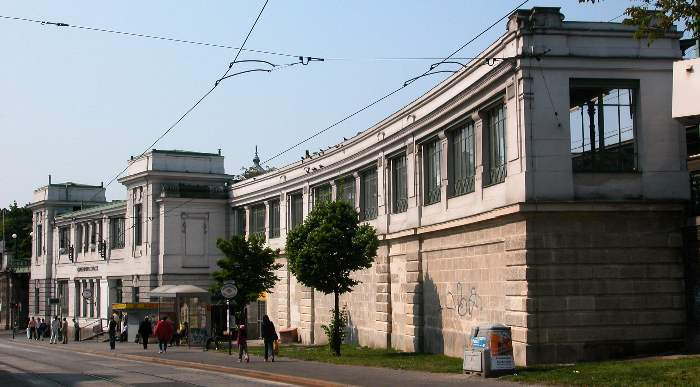
Венский штадтбан. Станция «Гумпендорферштрассе»
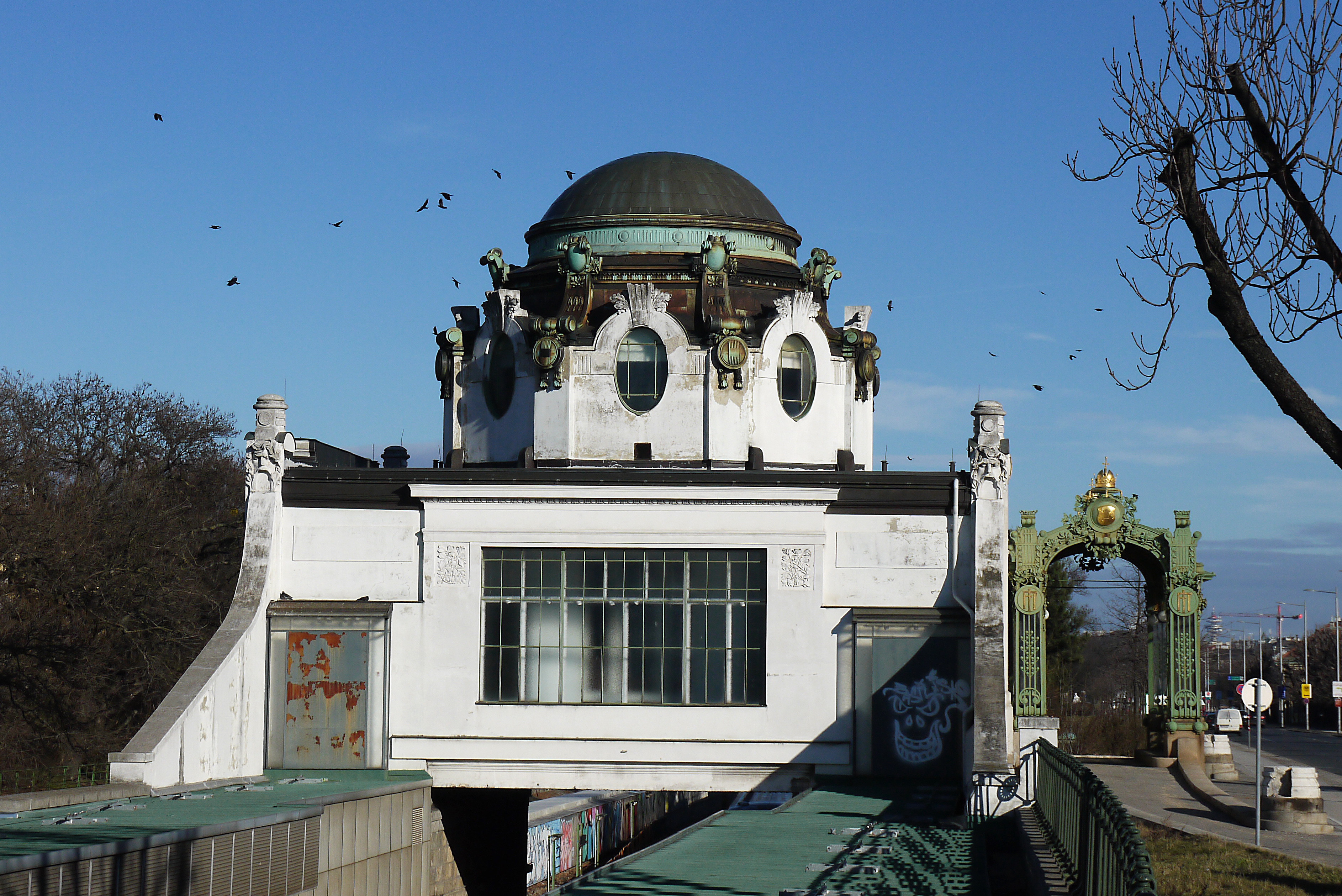
Hаземный павильон станции «Хитцинг»
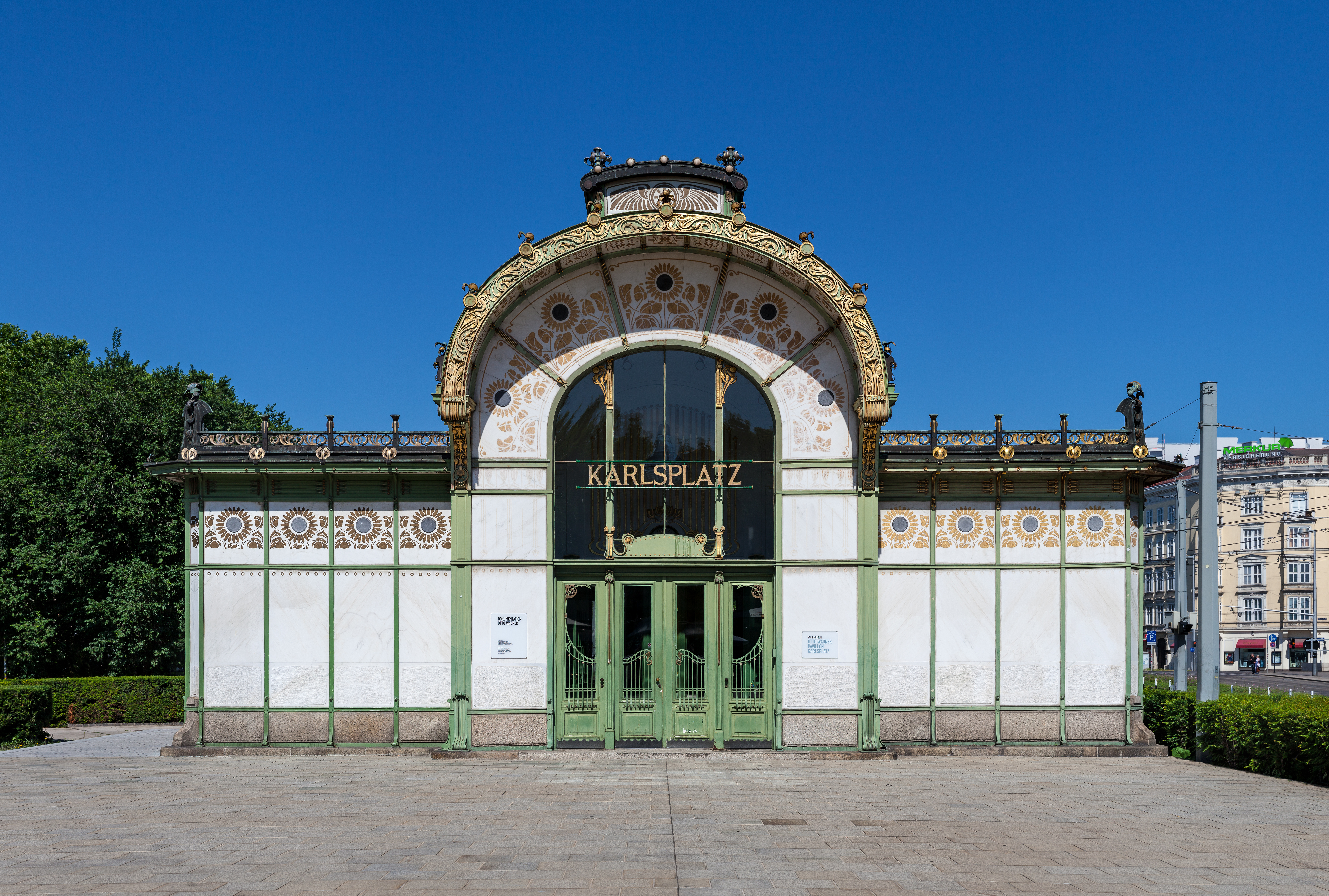
Наземный павильон станции подземной железной дороги Карлсплатц. 1894—1897
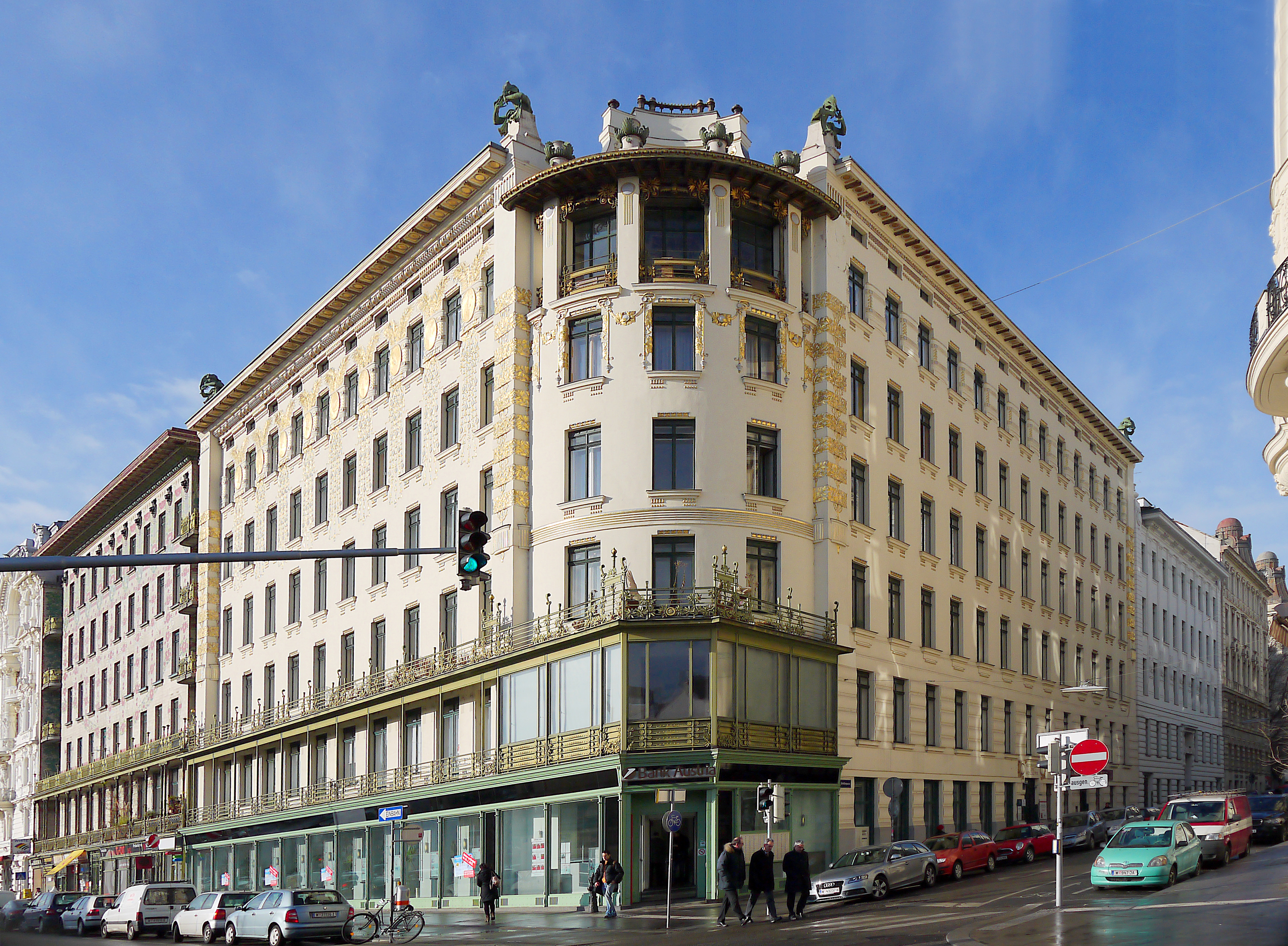
«Дом с глашатаями» на Linke Wienzeile, Вена. 1899
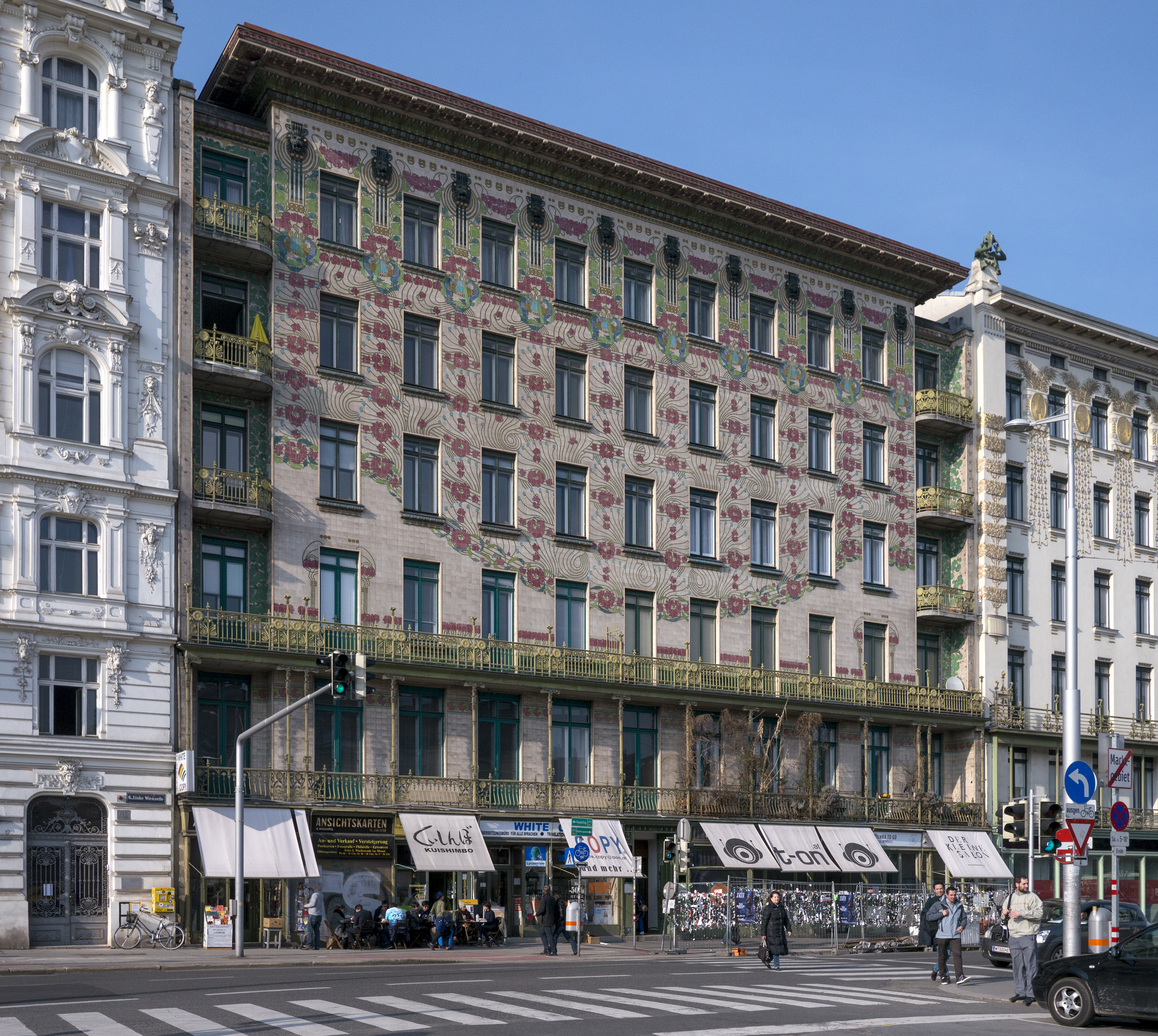
«Майоликовый дом» на Linke Wienzeile, Вена. 1899
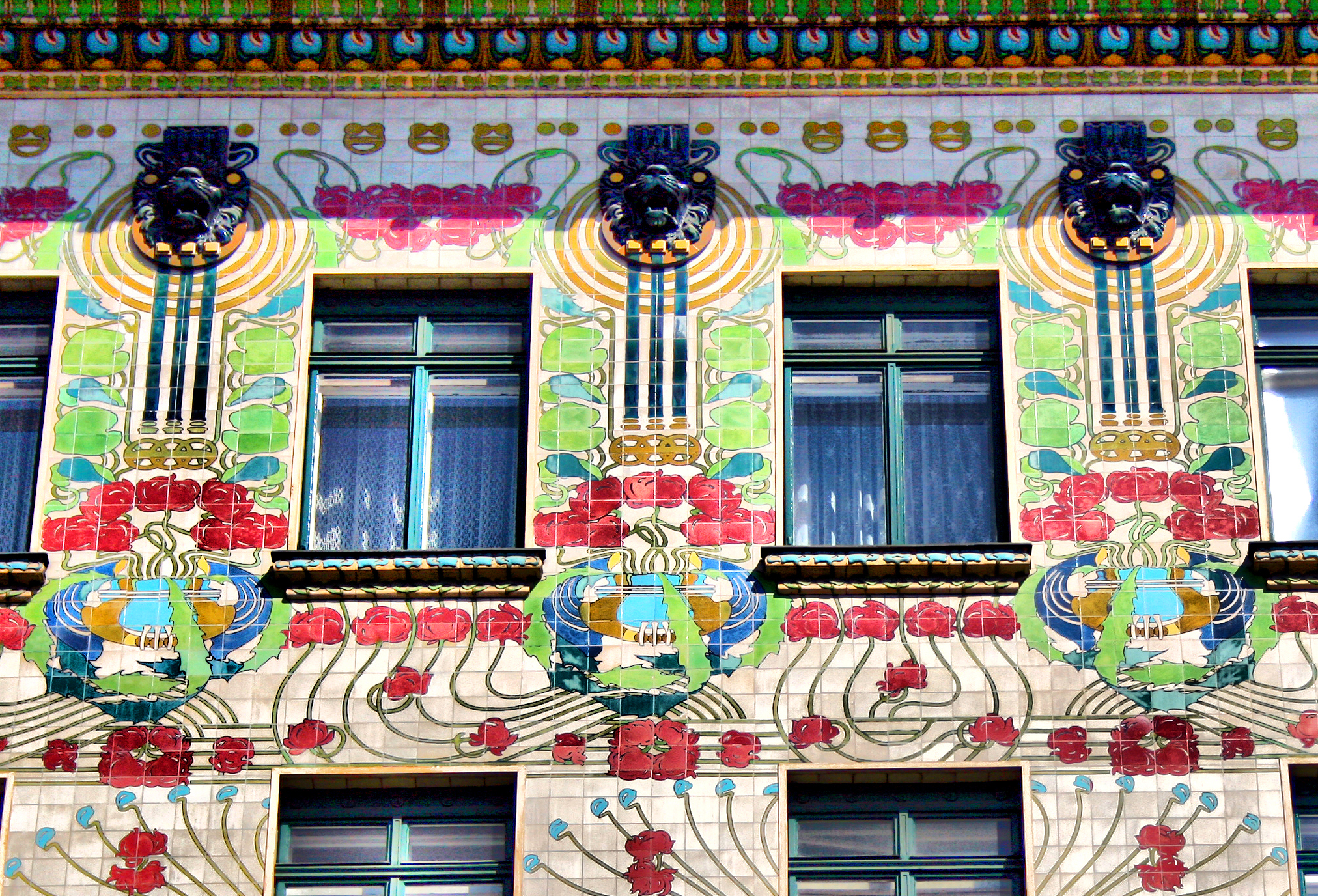
«Майоликовый дом». Деталь фасада
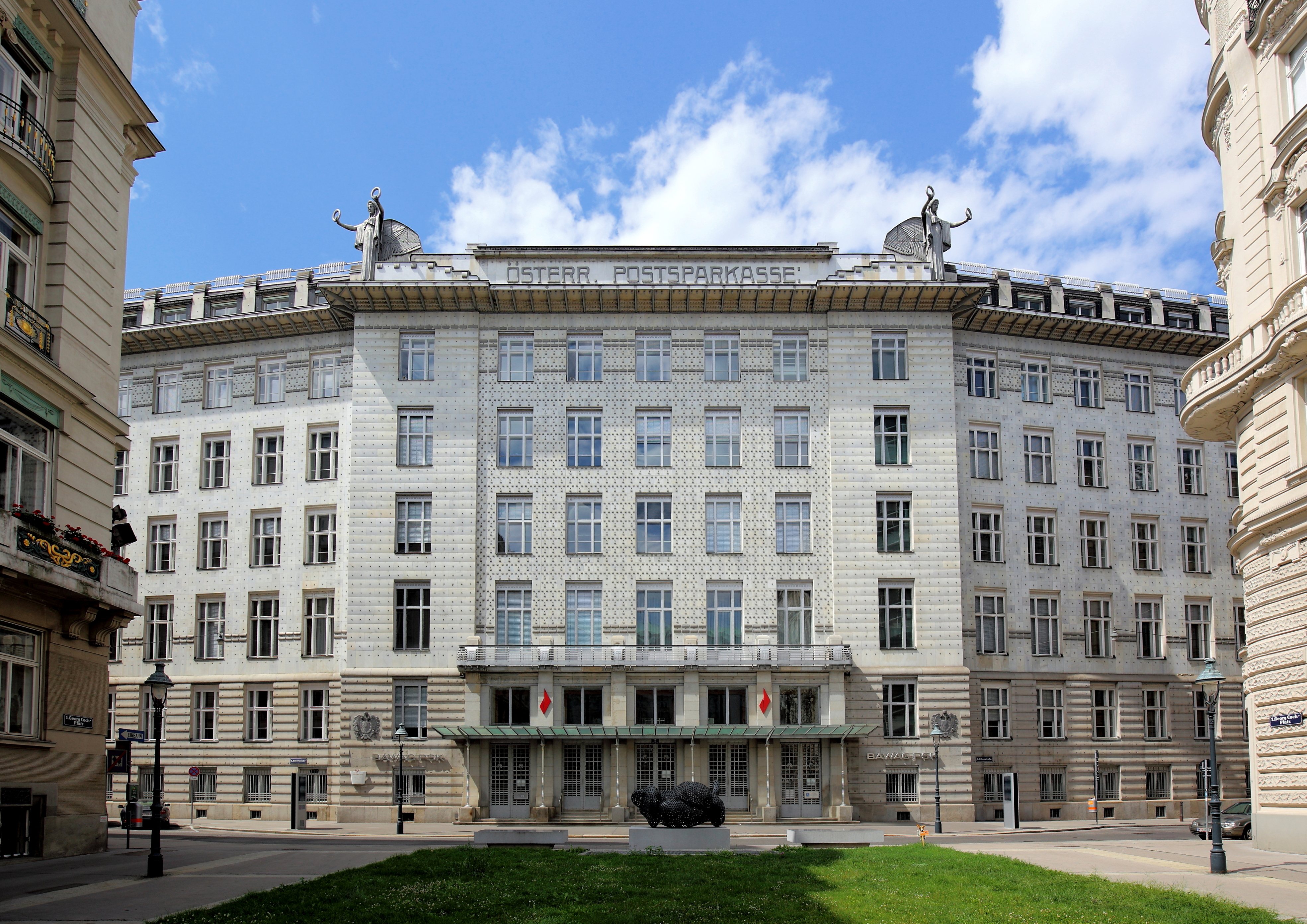
Здание Австрийского почтового сберегательного банка. Вена. 1903—1907
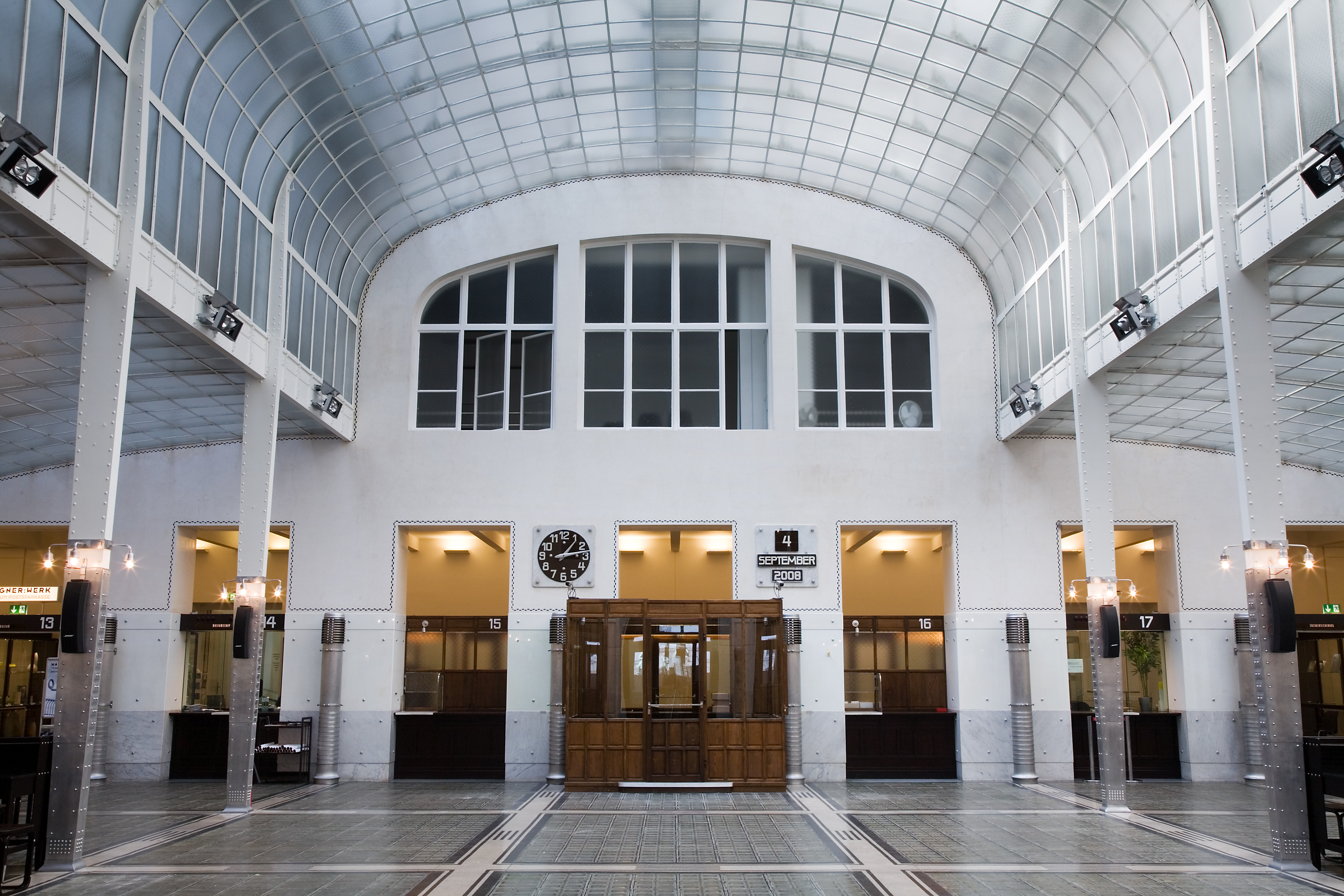
Здание Австрийского почтового сберегательного банка. Интерьер
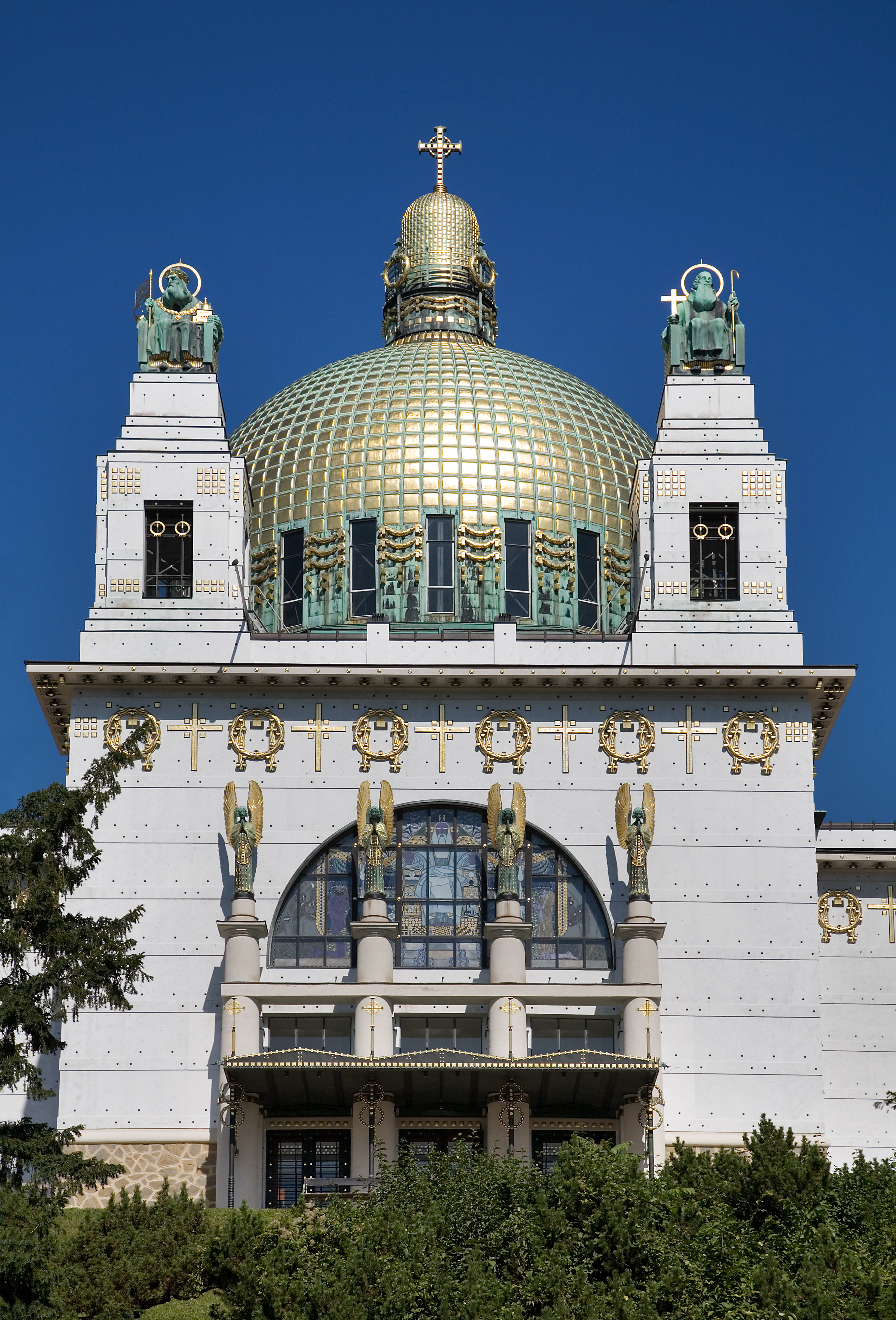
Церковь Св. Леопольда при психиатрическом госпитале в Штайнхофе. 1904—1907
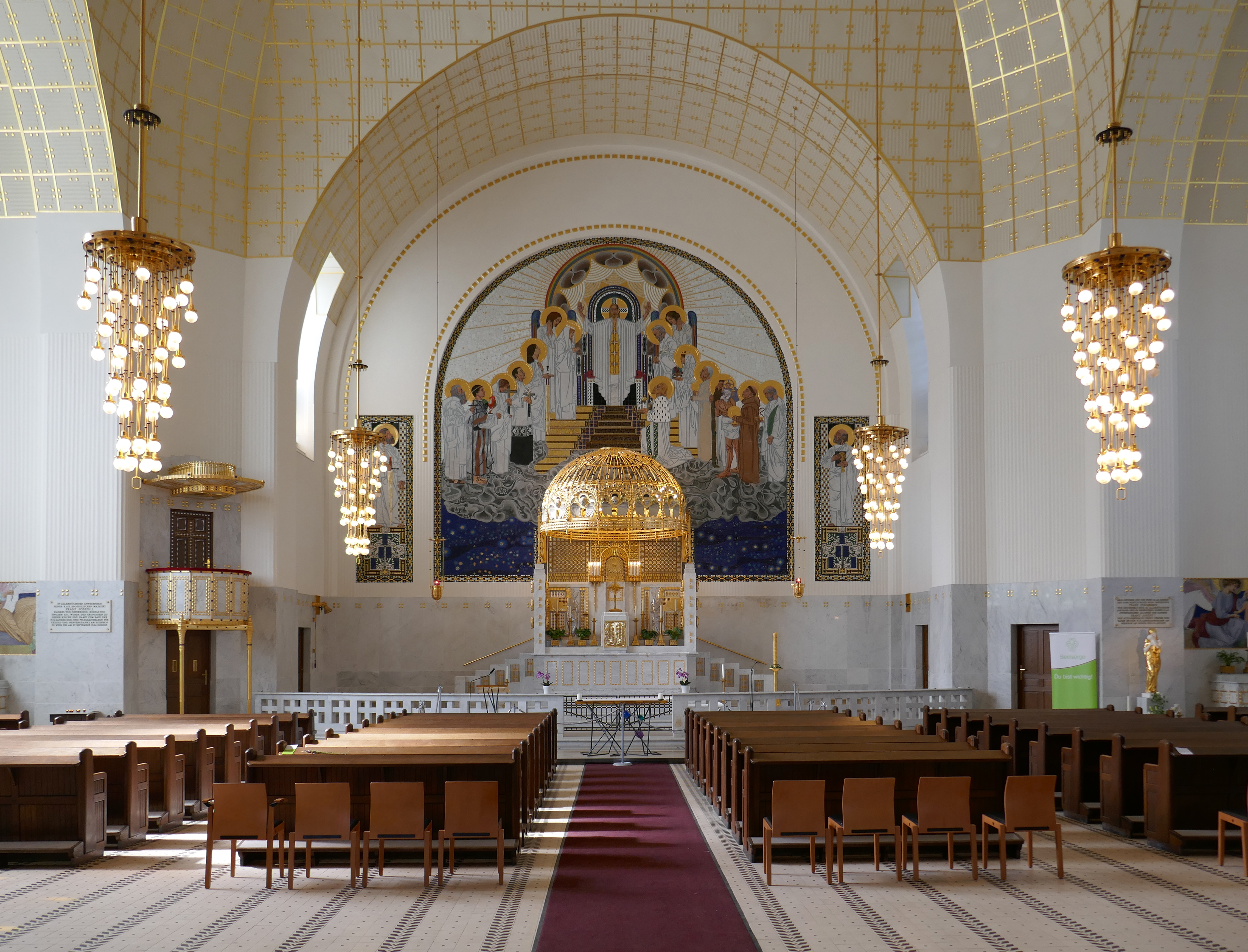
Церковь Св. Леопольда. Интерьер
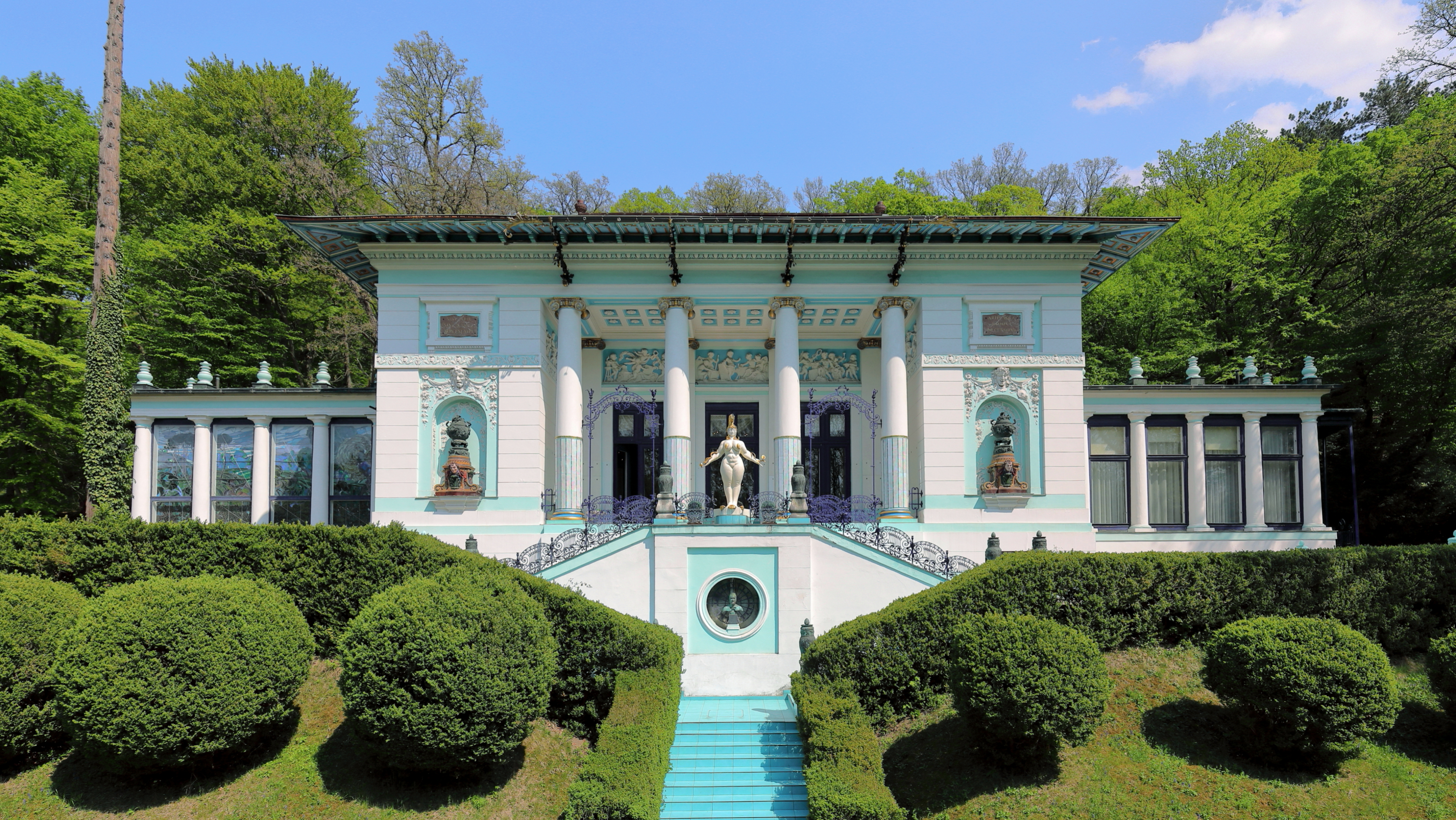
Вилла «Отто Вагнер I» в Пенцинге (Вена). 1886—1888
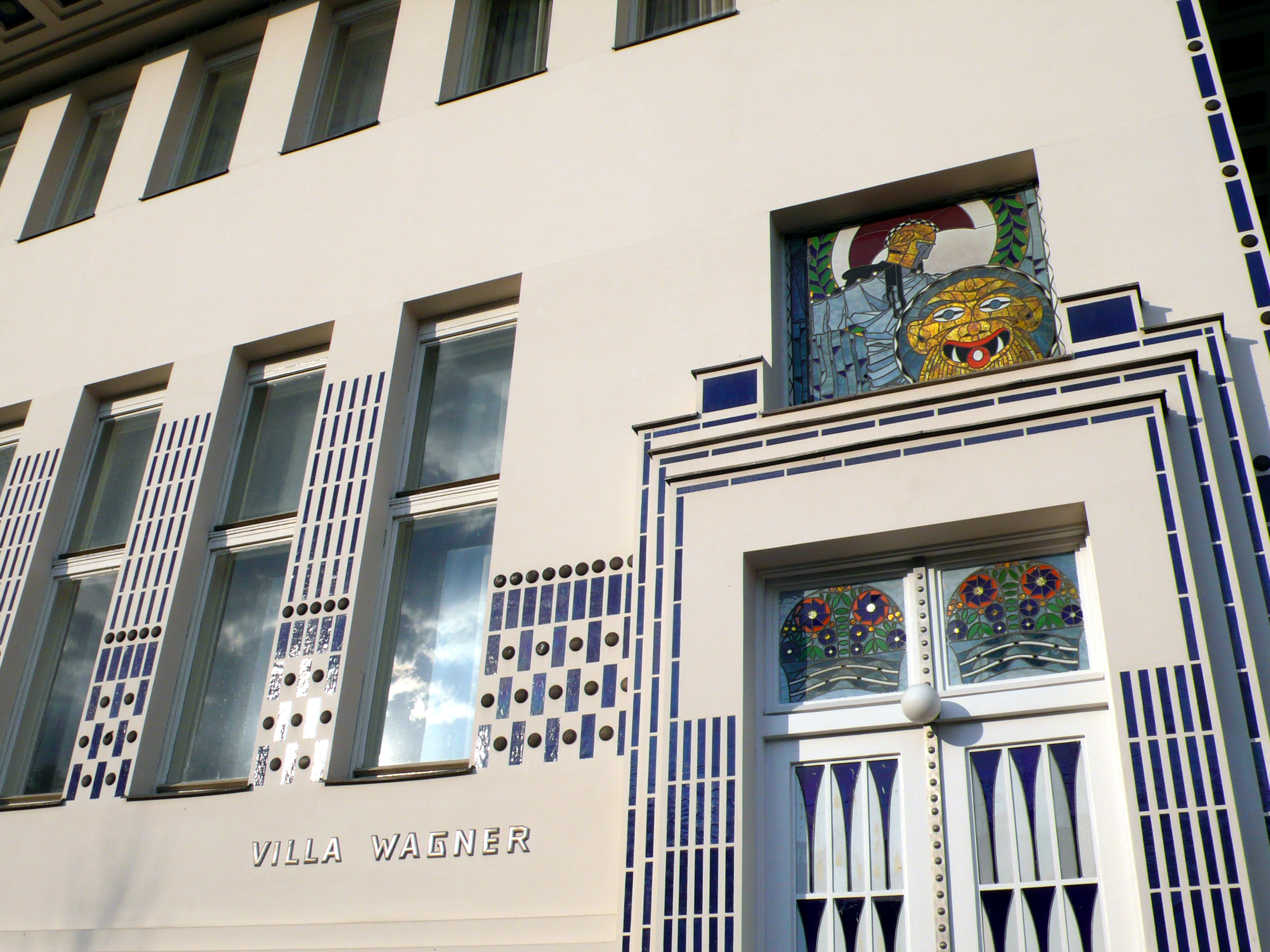
Вилла «Отто Вагнер II» в Пенцинге (Вена). Деталь фасада. 1912—1913